# Jane by Design
Jane by Design (anteriormente conocido como What Would Jane Do) es una serie de televisión de comedia-drama de ABC Family. La serie sigue la vida de Jane Quimby (Erica Dasher), una adolescente que es confundida con una adulta en una entrevista para conseguir su trabajo de ensueño en el mundo de la moda con una diseñadora de fama mundial, Gray Chandler Murray (Andie McDowell). Tras la confusión debe hacer malabares entre dos vidas secretas: una en el instituto, y otra en la alta costura. La serie se estrenó el 3 de enero de 2012, después de Switched at Birth. El 29 de febrero de 2012, la serie regresó con 8 episodios, programada para estrenarse el 5 de junio de 2012.

## Argumento
Jane Quimby (Erica Dasher) es una adolescente a quien confunden con una adulta cuando va a pedir un puesto en prácticas en una empresa de moda, tras lo que consigue trabajo como asistente personal de Gray Chandler Murray (Andie MacDowell). Desde ese momento, Jane debe equilibrar su vida en la secundaria y su trabajo. Ella tiene a su mejor amigo Billy (Nick Roux) para ayudarla a salir de los apuros, a pesar de que este tiene una relación con Lulú (Meagan Tandy), la rival directa de Jane desde séptimo grado.
El padre de Jane ha muerto y su madre se fue de casa, por lo que Jane y su hermano Ben viven solos. Ben (David Clayton Rogers) trata de conseguir dinero, pero no es capaz de mantener una situación laboral estable, por ello Jane no lo piensa cuando le ofrecen el empleo por error. Tras aceptar Jane, él consigue un empleo como asistente deportivo en el instituto de Jane. En Donovan Decker, la empresa de moda en la que trabaja, Jane descubre una mundo lleno de desafíos para quien trabaja para Gray Chandler Murray (Andie MacDowell) y se ocupa de ellos con la ayuda de sus compañeros de trabajo, Jeremy Jones, (Rowley Dennis), India Jourdain (India de Beaufort), Carter (Ser'Darius Blain) y Birdie (Brooke Lyons). Jane trata de ser la mejor en su trabajo y su escuela, haciendo malabarismos con los retos diarios del instituto y el mundo de la moda.

## Reparto
- Erica Dasher como Jane Quimby.
- Nick Roux como Billy Nutter.
- Rowly Dennis como Jeremy Jones.
- India De Beaufort como India Jordain.
- Meagan Tandy como Lulu Pope.
- Matthew Atkinson como Nick Fadden.

## Episodios
| Temporada | Temporada | Episodios | Emisión original   | Emisión original    | Lanzamiento del DVD             | Lanzamiento del DVD |
| Temporada | Temporada | Episodios | Inicio             | Final               | Lanzamiento del DVD             | Lanzamiento del DVD |
| --------- | --------- | --------- | ------------------ | ------------------- | ------------------------------- | ------------------- |
|           | 1         | 18        | 3 de enero de 2012 | 24 de julio de 2012 | 20 de marzo de 2012 (Volumen 1) |                     |

## Lanzamiento internacional
| País / Región                                                      | Canal(s)             | Estreno                                   | Título según el país |
| ------------------------------------------------------------------ | -------------------- | ----------------------------------------- | -------------------- |
| Estados Unidos                                                     | ABC Family           | 3 de enero de 2012                        | Jane by Design       |
| Nueva Zelanda                                                      | TVNZ                 | 15 de abril de 2012                       | Jane by Design       |
| España                                                             | MTV España           | 2 de mayo de 2012                         | Diseñando a Jane     |
| Portugal                                                           | FOX Life             | 24 de junio de 2012                       | Jane by Design       |
| Argentina · Chile · Colombia · México · Perú · Uruguay · Venezuela | Sony Spin Canal Sony | 18 de junio de 2012 27 de octubre de 2012 | Jane by Desing       |

## Segunda temporada
La serie fue cancelada pero tenía pensado que continuara de la siguiente manera:
Elay averiguaría el secreto de Jane y la cubriría ante Gray, que al final acabaría descubriéndola.  Jane y Billy se darían su primer beso. Ben y Rita se prometerían. Jeremy empezaría tu propia marca de ropa independiente compitiendo con Donovan Decker y su romance con India seguiría creciendo como su rival profesional. Amanda empezaría a salir con un profesor llamado Tood (quien previamente había sentido algo por Rita), y seguiría compitiendo con Rita. Por último, Kate volvería a su ciudad.